# Bengt Ribbing (1609–1653)
Bengt Ribbing, född 1609, död 1653, var en svensk ämbetsman under den svenska stormaktstiden i släkten Ribbing. Han var landshövding i Jönköpings län åren 1645–1653.

## Biografi
Bengt Ribbing föddes 1609 på Stora Dala i Dala församling. Han var son till lagmannen Erik Ribbing och Emerentia Gyllenstierna. Ribbing blev militär 1627 och var överstelöjtnant vid Västgöta infanteriregemente. Han blev 1642 överste vid Västgöta knekar. Ribbing blev 19 maj 1645 landshövding i Jönköpings län och slutade vid tjänsten 1 januari 1653. Han avled 1653 på Stora Dala i Dala församling och begravdes i Dala kyrka.
Ribbing ägde gårdarna Stora Dala i Dala socken och Säby i Visnums socken.

### Familj
Ribbing gifte sig första gången 29 juni 1642 med Ebba Sparre (1615–1644). Hon var dotter till riksrådet Johan Eriksson Sparre af Rossvik och Anna Rune. De fick tillsammans dottern Emerentia Ribbing (1644–1670) som var gift med generalguvernören Henrik Horn af Marienborg.
Ribbing gifte sig andra gången 26 juli 1652 med Anna Bonde (1622–1687). Hon var dotter till assessorn Jöns Bonde och Ingeborg Lilliesparre af Fylleskog. De fick tillsammans dottern Ingeborg Christina Ribbing som var gift med överstelöjtnanten Gabriel Sparre.